# Achtyrska Ikona Matki Bożej
Achtyrska Ikona Matki Bożej – cudowna ikona Matki Bożej, przechowywana w Achtyrce w cerkwi cmentarnej. 

## Opis
Ikona przedstawia Matkę Bożą z dłońmi złożonymi do modlitwy na piersiach, obok krzyża Chrystusa (od którego jest znacznie większa). W zależności od wariantu krzyż może znajdować się w bardziej rozbudowanym krajobrazie – z bramami Jerozolimy lub na wzgórzach. W niektórych wariantach u stóp krzyża pojawia się czaszka. Wygląd i rozmieszczenie postaci na ikonie może wskazywać na wpływ katolickiej tradycji w przedstawianiu Maryi.

## Historia
Według legendy ikona objawiła się w XVIII w. kapłanowi Bazylemu Daniłowi. 2 lipca 1739 miał on udać się do ogrodu w celu skoszenia trawy i odnaleźć w nim jaśniejącą blaskiem ikonę, którą zabrał do domu. Trzy lata później we śnie Daniłow zobaczył Matkę Bożą, która nakazała mu umyć ikonę, a wodę przechować, jako że miała ona zyskać moc uzdrawiania. Wkrótce za sprawą wody miała zostać uzdrowiona córka duchownego, gdy zachorowała na febrę. Po tym, gdy Daniłow przeniósł ikonę do cerkwi parafialnej, miały miejsce dalsze uzdrowienia.
Za panowania carycy Elżbiety ikona została przeniesiona do nowej, specjalnie na ten cel wzniesionej cerkwi pod wezwaniem Opieki Matki Bożej. Jej sława poważnie wzrosła, w tym czasie została wykonana większość istniejących do dziś wariantów wizerunku. Zaginiona w czasie rewolucji październikowej, została odnaleziona w 1975. Obecnie cudowna ikona jest przechowywana w cerkwi na cmentarzu prawosławnym w Achtyrce k. Charkowa, dokąd została przywieziona z San Francisco przez metropolitę Charkowa Nikodema w 1995.